# پیست دیزین

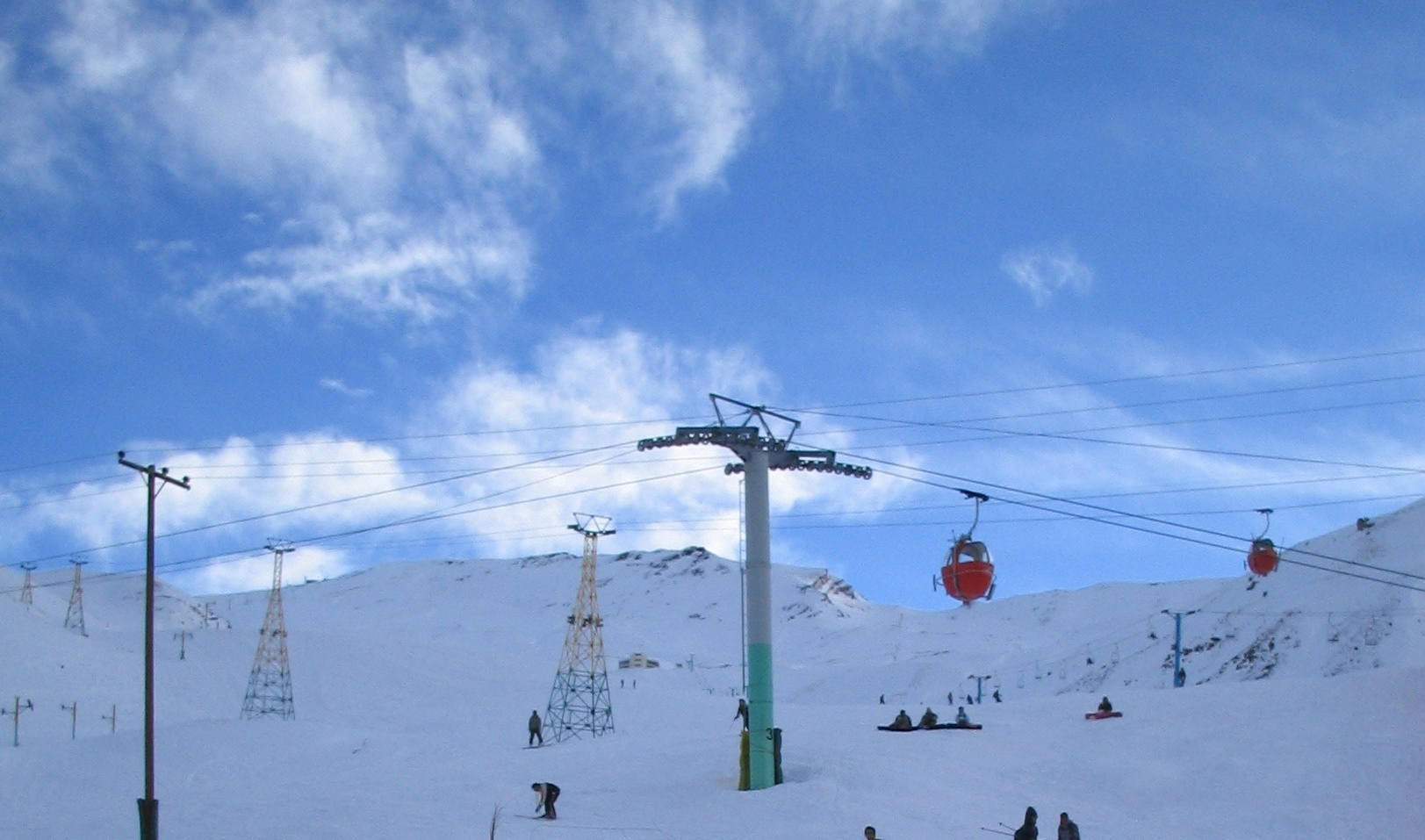
پیست اسکی دیزین

دیزین مهم‌ترین پیست اسکی ایران در شهرستان کرج واقع شده‌است.
پیست اسکی دیزین اولین پیست اسکی در ایران است که از طرف فدراسیون جهانی اسکی مورد تأیید برای برگزاری مسابقات رسمی شناخته شد و عنوان بین‌المللی به خود گرفت.

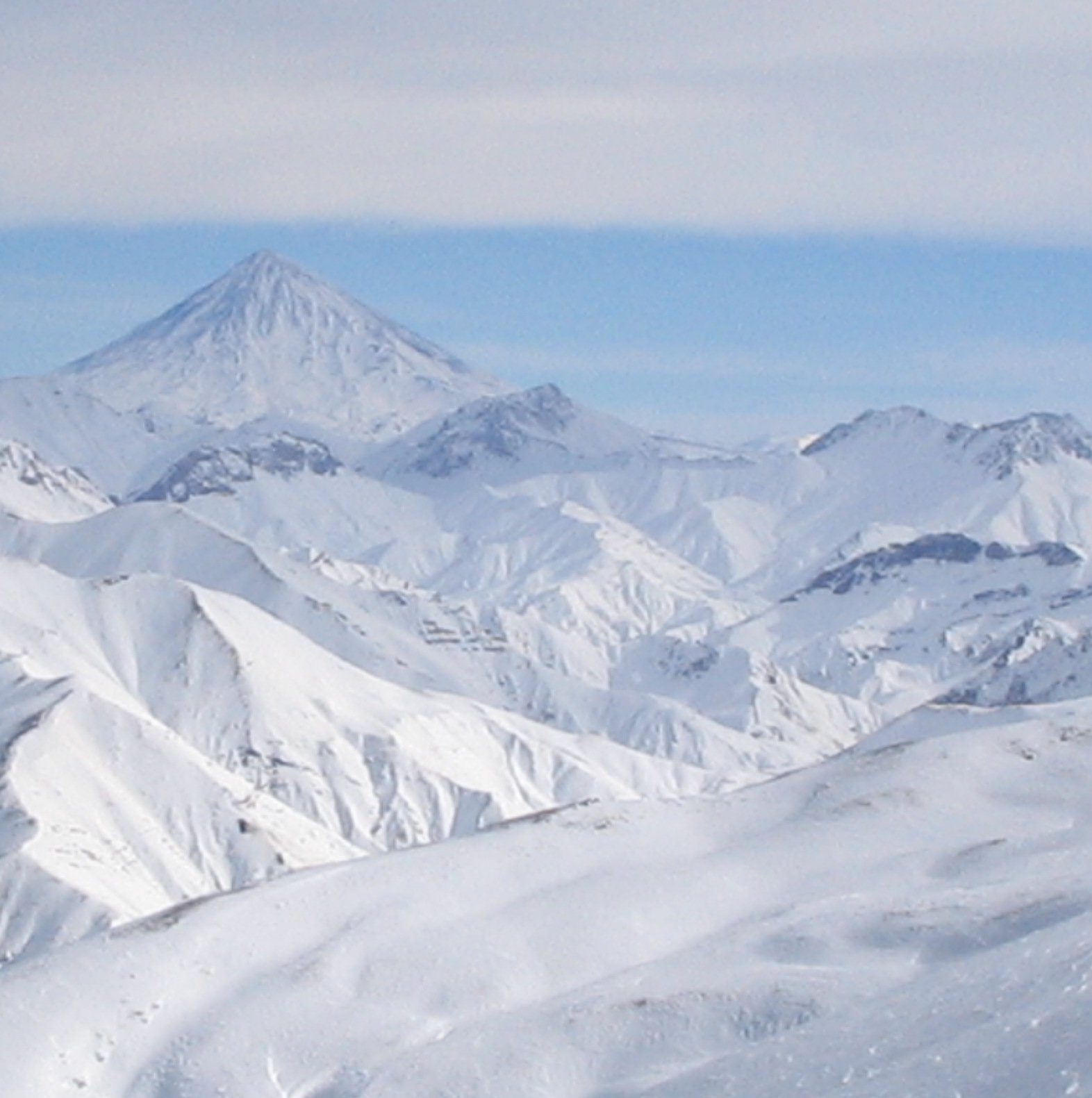
چشم‌انداز قله دماوند از سوی پیست دیزین

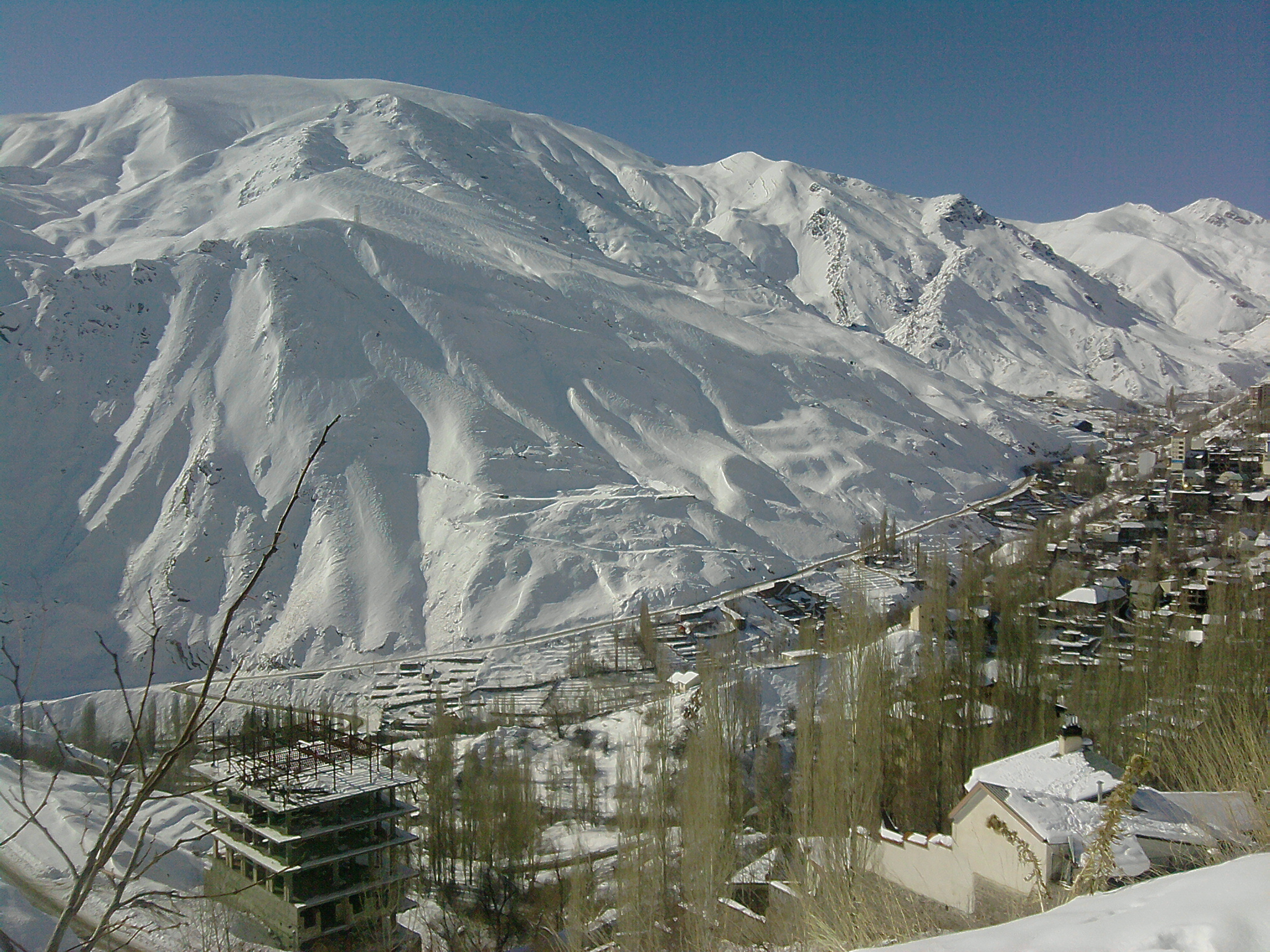
دیزین

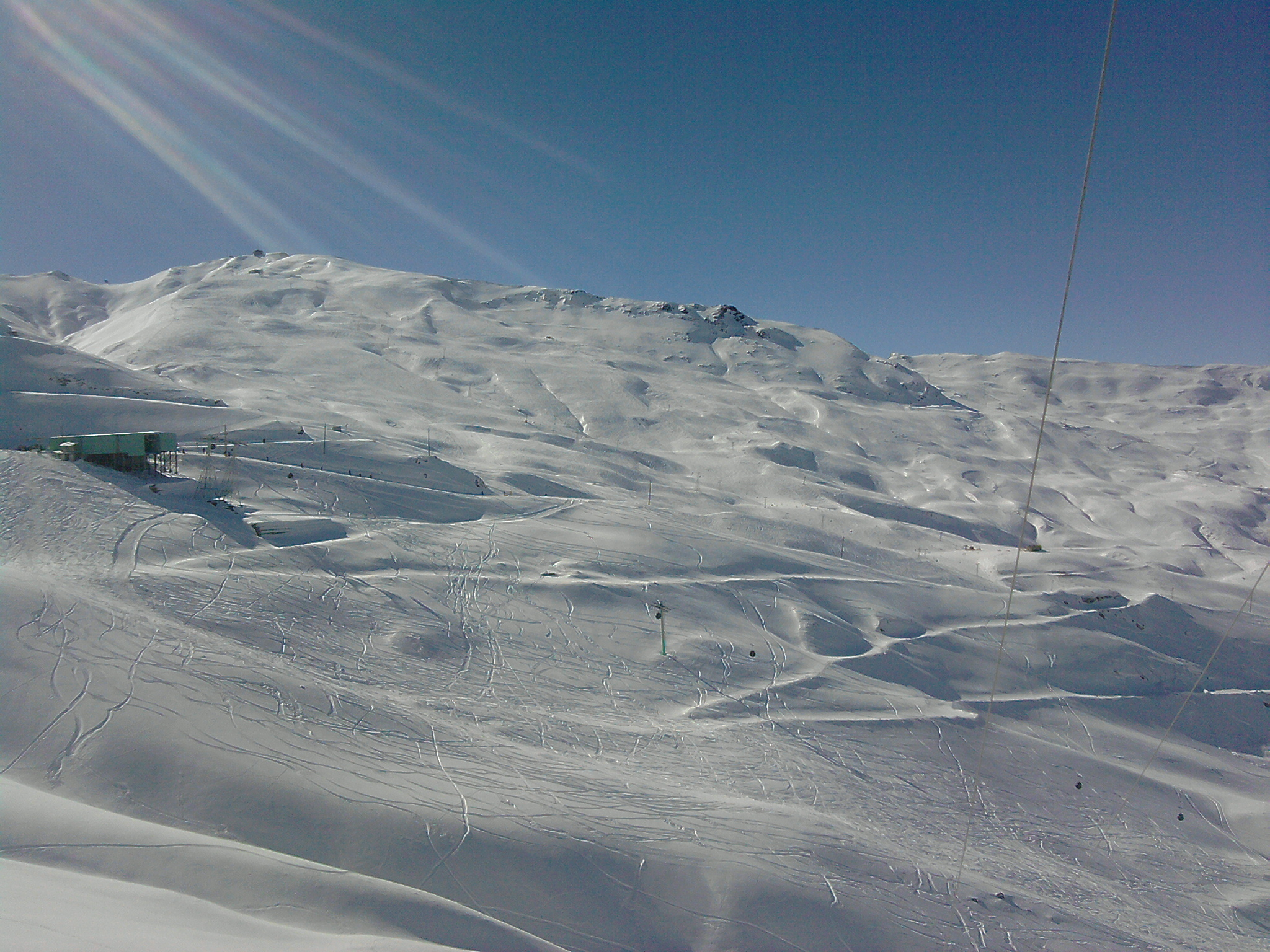
دیزین

این پیست وابسته به امکانات ویژه و خاص که شامل نکات فنی مانند، شیب مسیر، طول مسیر، محل برگزاری مسابقات و امکانات رفاهی است. دیزین در کوه‌های البرز و از تهران به فاصله ۱۳ کیلومتر از مسیر جاده چالوس و همچنین مسیر جدید آزادراه تهران شمال ,۷۴ کیلومتری شهر کرج و ۱۱ کیلومتر از مسیر شمشک که امکانات ورزشی قابل توجهی دارد، واقع شده‌است.
اولین دستگاه‌های بالابر در سال ۱۳۴۸ در دیزین نصب شدند. دیزین ۲۳ پیست اسکی دارد که شامل ۴ تله کابین شاله، قله، دره، چمن، ۲ تله سیژ قله و چمن، ۷ تله اسکی بشقابی شامل دوبل مایر، سی چال، گوزنی، پشت ویل، مبتدی، چمن و یک تله اسکی چکشی است. برخی از پیستهای آن عبارتند از: پیست اسنو پارک، پیست یو، پیست مبتدی و پیست چمن. پائین‌ترین نقطه از سطح دریا ۲۶۵۰ متر و بلندترین نقطه آن ۳۶۰۰ متر و مسیر اسکی ۷٬۵ کیلومتر است.
مدت زمان فصل اسکی در دیزین که بیشترین زمان را برای اسکی بازان درایران فراهم آورده از اوایل آذرماه تا اواخر اردیبهشت ماه است.
امکانات رفاهی این پیست بنا به توسعه وسعت منطقه شامل ۲ هتل، ۱۹ کلبه (شاله) و ۵ رستوران است. آب و هوای بسیار مناسب زمستانی (۲۰- سانتیگراد) با تعداد روزهای آفتابی زیاد و آب و هوای دلپذیر تابستانی حداکثر (۲۰+ سانتی گراد) و امکانات فراوان و دسترسی مناسب، دیزین را به یک دهکده گردشگری کم‌نظیر زمستانی و تابستانی در خاورمیانه تبدیل کرده‌است.
در طول تابستان، اسکی روی چمن نیز در این پیست امکان‌پذیر است. پیست اسکی روی چمن دیزین ۶۵۰ متر طول دارد. همه ساله در این منطقه مسابقات جهانی اسکی روی چمن برگزار می‌شود. همزمان، در مناطق دیگر دیزین از جمله منطقه پیست چمن، امکان فعالیت‌هایی از قبیل دوچرخه سواری کوهستانی، تیراندازی با کمان، کایت سواری و غیره موجود است و گردشگران از باغ گل و گونه‌های نادر گیاهان کوهستانی بازدید می‌نمایند.
پیست دیزین هم چنین شامل نقاطی برای پرش مثل پرش بهزاد و گوزنی می باشد.

## انواع پیست‌ها

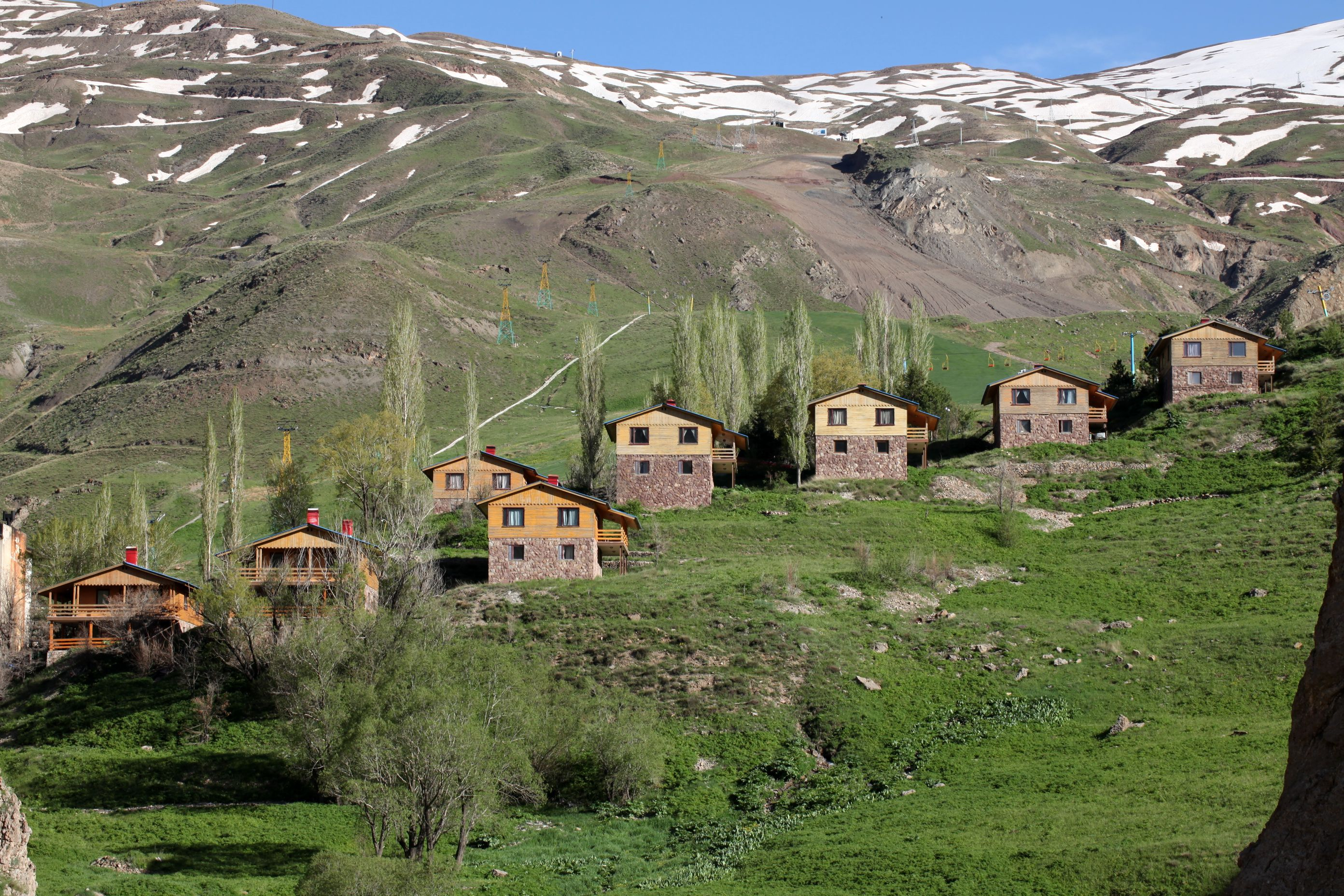
نمایی از دیزین در تابستان

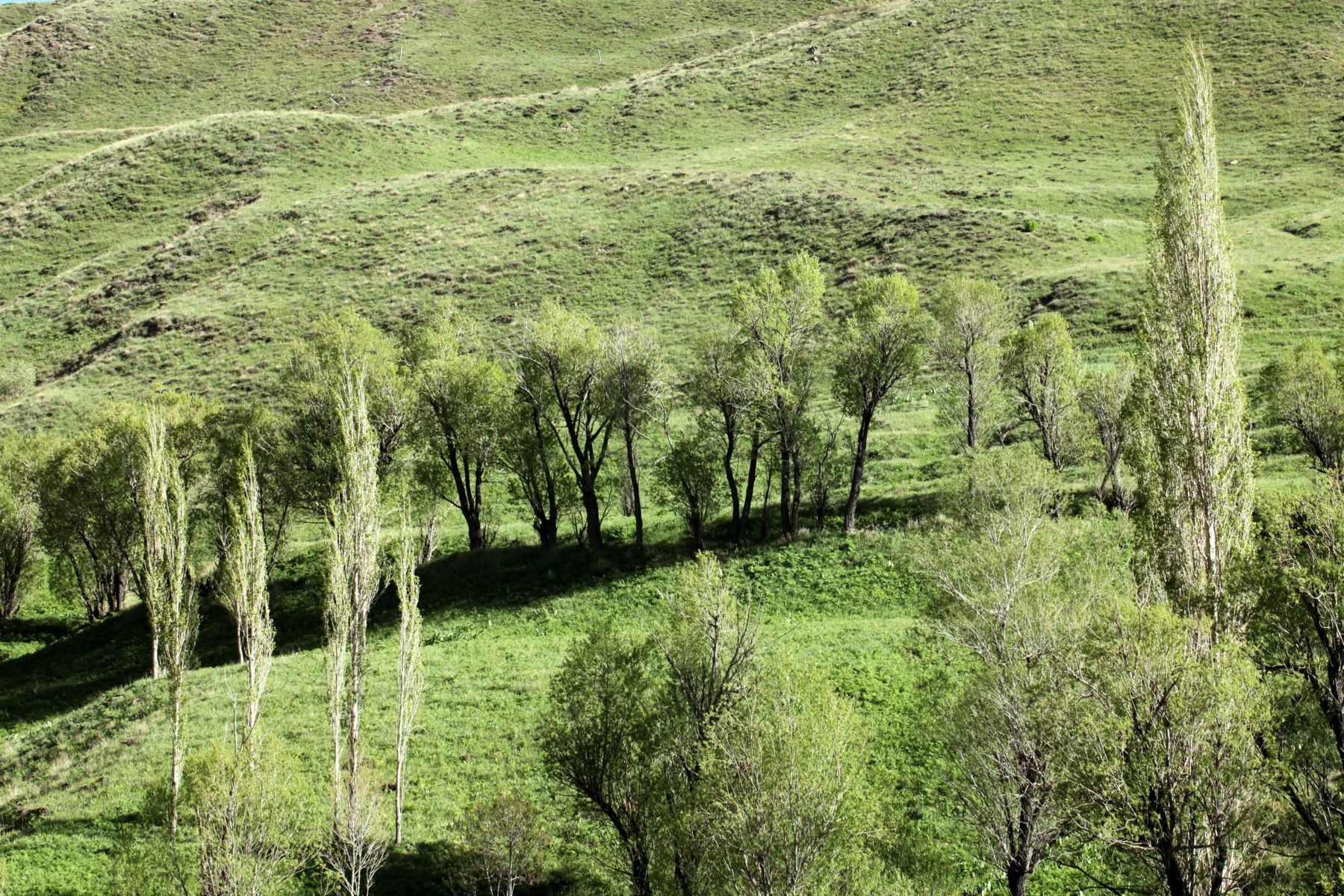
نمایی از دیزین در تابستان

علاوه بر وجود پیستهای متنوع، پیستهای نامبرده در زیر واقع در ایستگاه رستوران چمن به ورزشکاران حق انتخاب می‌دهد:
- پیست مبتدی: کارکنان صبور در پیست مبتدی، مکانی امن را برای فراگیران این ورزش مفرح در هر سنی ایجاد کرده‌اند.
- پیست وپیست: محیطی دلچسب را برای ورزشکاران حرفه ایی اسنو برد فراهم آورده است تا نهایت لذت را از فعالیت خود ببرند.[۴]

## نگارخانه

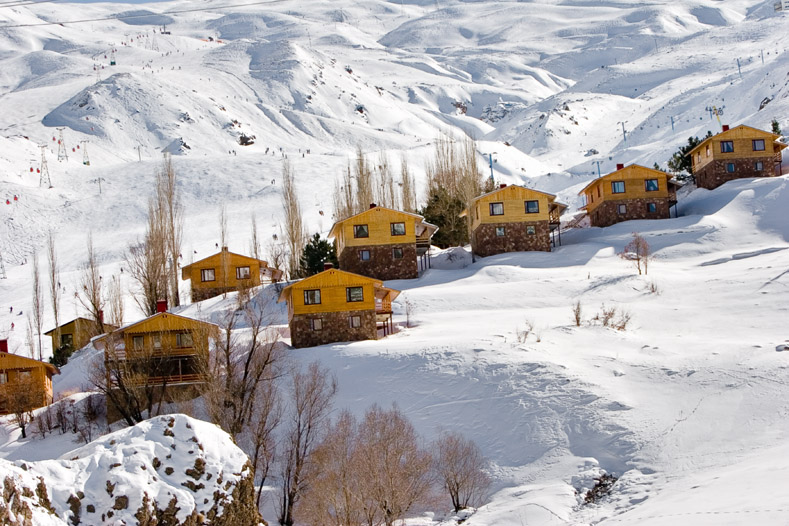
کلبه‌هایی در دیزین
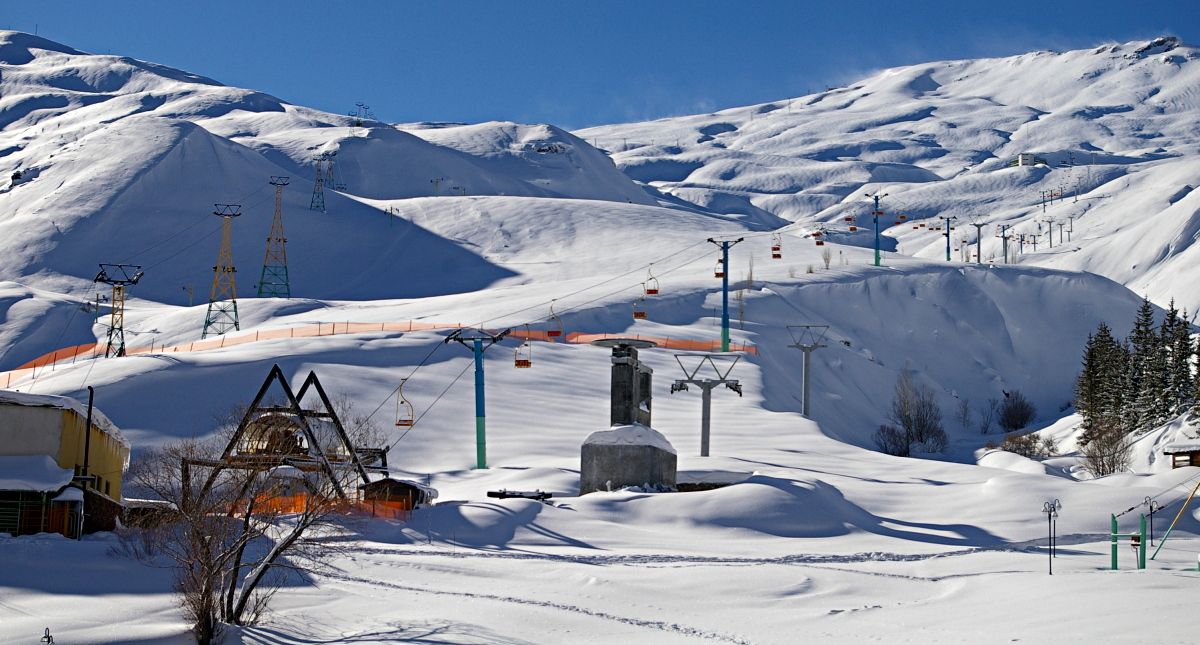
تله‌سیژی در دیزین
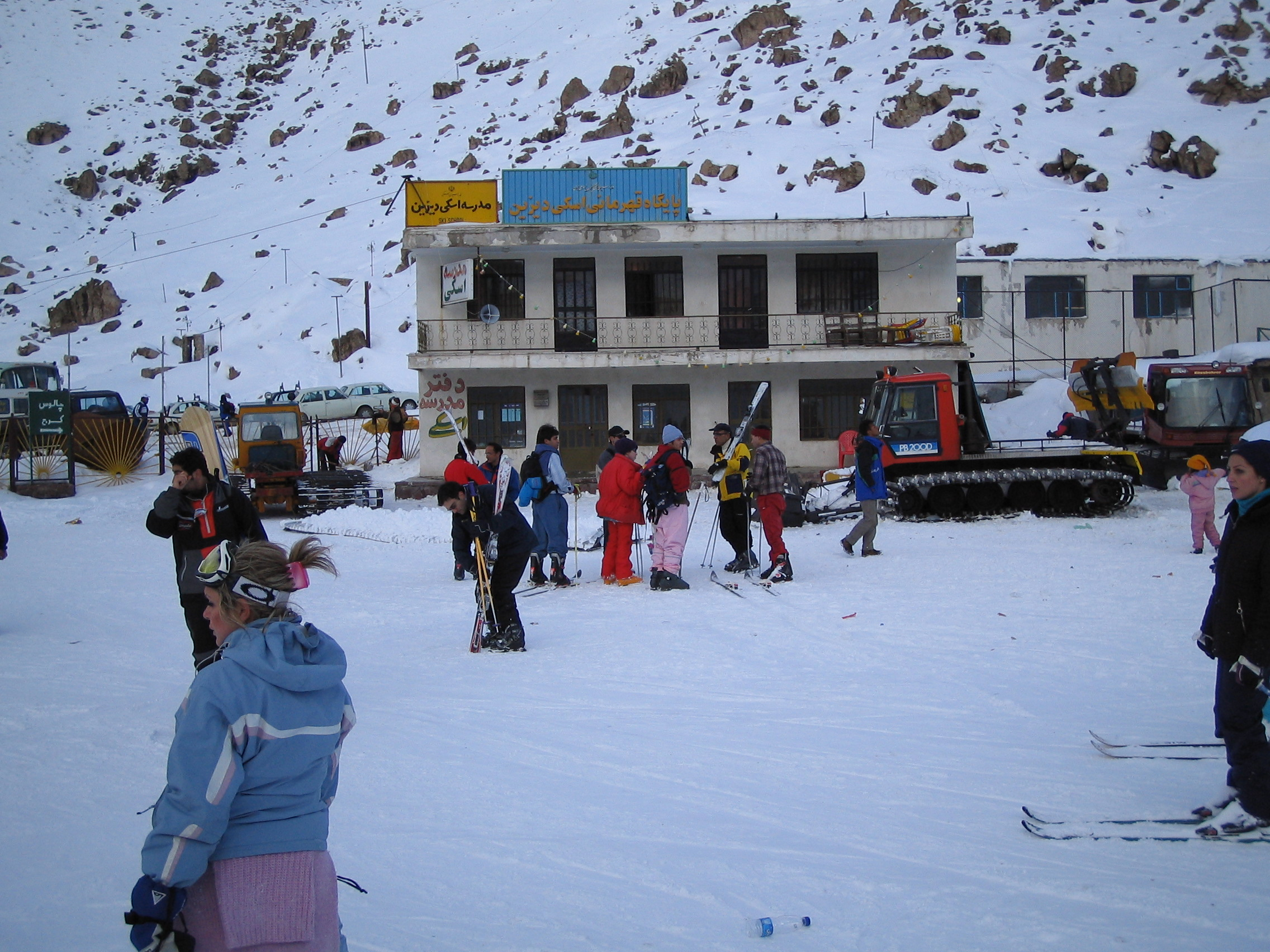
دیزین
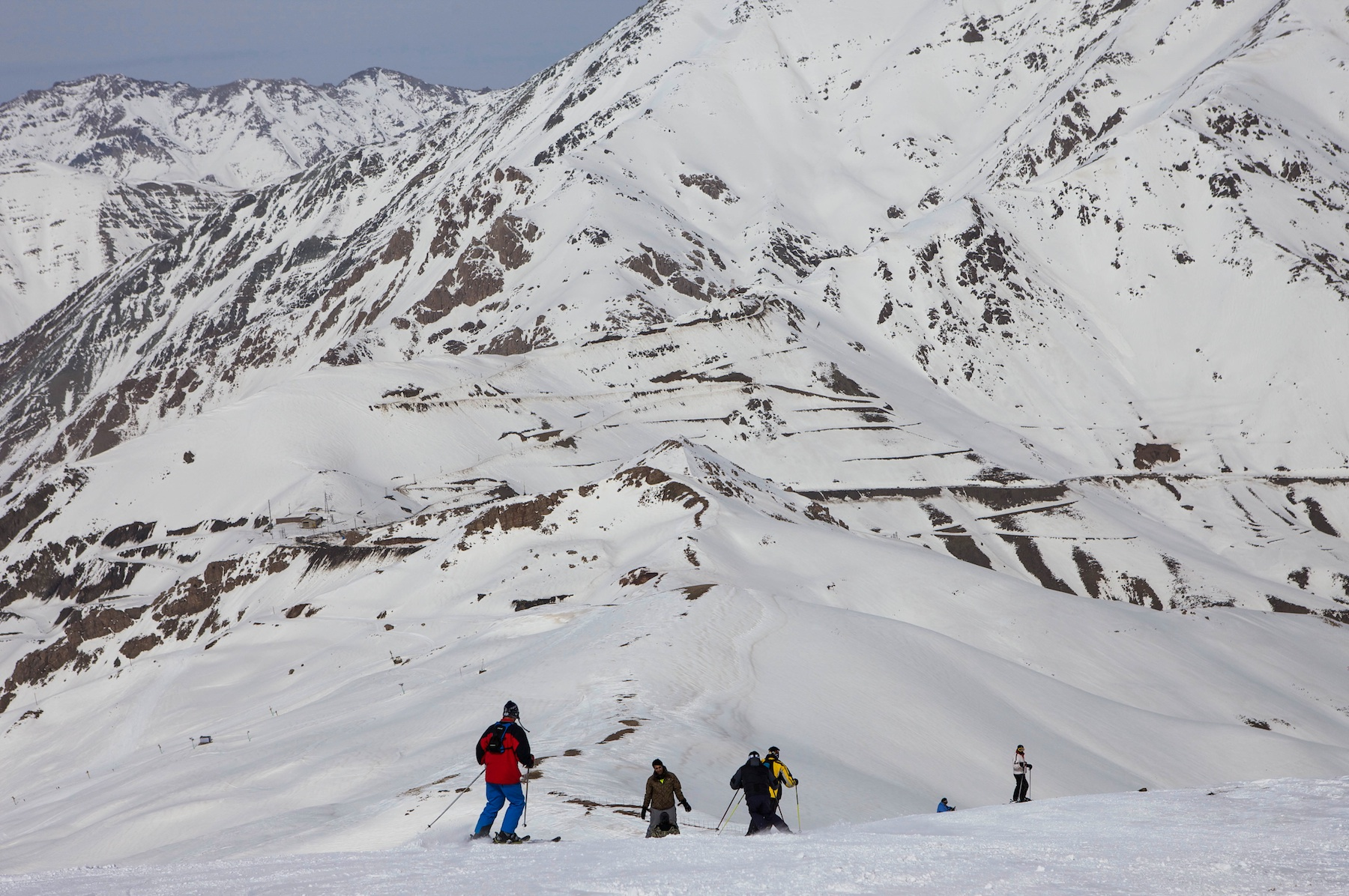
اسکی در دیزین
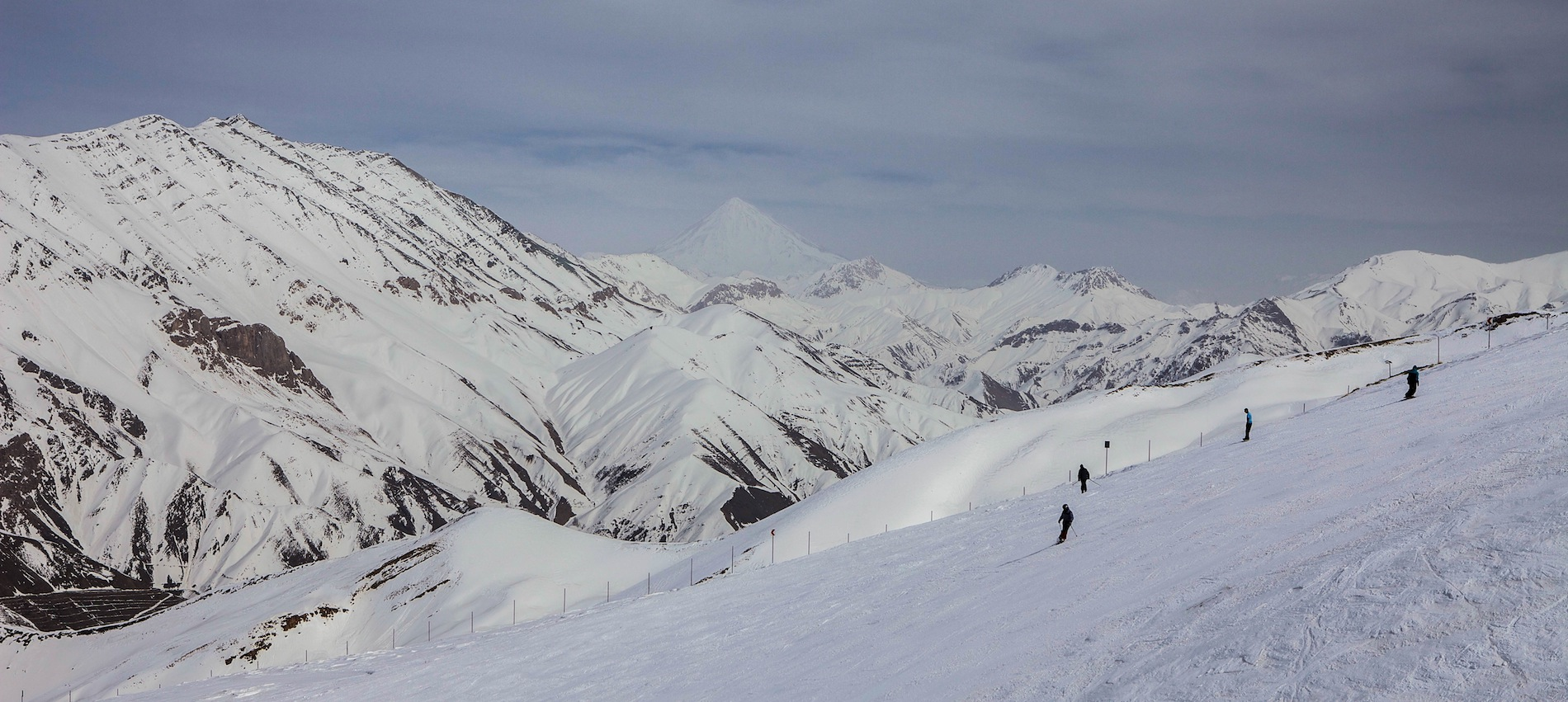
اسکی در دیزین
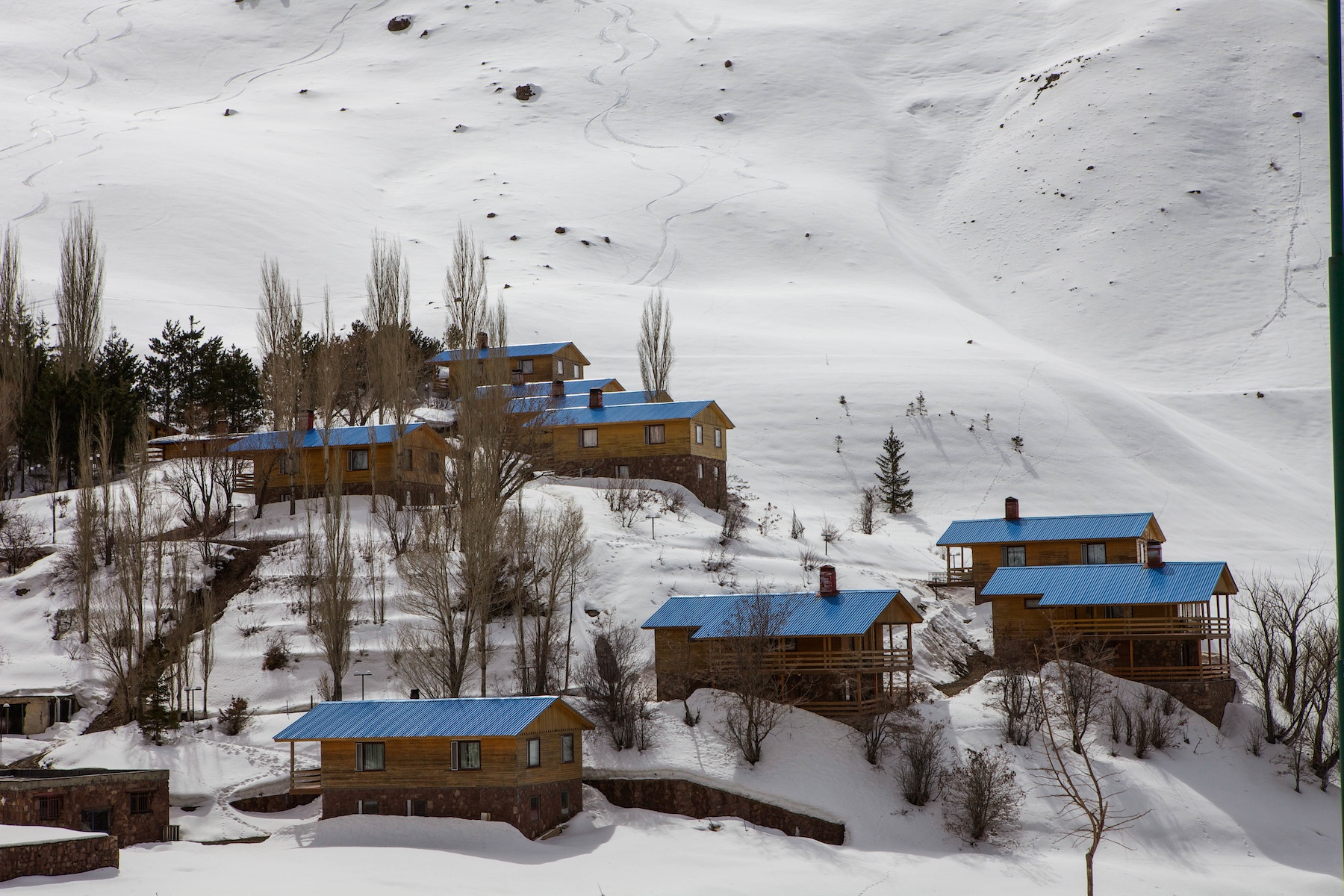
شاله‌های دیزین